# Allopeba paranaensis
Allopeba paranaensis är en skalbaggsart som först beskrevs av Dilma Solange Napp och Reynaud 1998. Allopeba paranaensis ingår i släktet Allopeba och familjen långhorningar. Artens utbredningsområde är Brasilien.